# Eichenreuth
Eichenreuth ist ein Gemeindeteil der Gemeinde Gesees im Landkreis Bayreuth (Oberfranken, Bayern). Eichenreuth liegt in der Gemarkung Gesees.

## Geografie
Der Weiler liegt am Talhang des Theuerbachs, eines rechten Zuflusses der Mistel. Im Süden steigt das Gelände zum Eichenreuther Berg (565 m ü. NHN) an, einer Erhebung im Lindenhardter Forst, die zur nördlichen Fränkischen Schweiz zählt. Im Nordosten steigt das Gelände zum Göllitz (501 m ü. NHN) an, einer Erhebung des Hummelgaus. Eine Gemeindeverbindungsstraße führt an Hohenfichten vorbei nach Spänfleck zur Kreisstraße BT 5 (1,1 km südöstlich) bzw. nach Pettendorf zur Staatsstraße 2163 (1,7 km nordwestlich).

## Geschichte
Gegen Ende des 18. Jahrhunderts bestand Eichenreuth aus drei Anwesen (2 Halbhöfe, 1 Söldengut). Die Hochgerichtsbarkeit stand dem bayreuthischen Stadtvogteiamt Bayreuth zu. Die Dorf- und Gemeindeherrschaft sowie die Grundherrschaft über alle Anwesen hatte das bayreuthische Amt St. Johannis.
Von 1797 bis 1810 unterstand der Ort dem Justiz- und Kammeramt Bayreuth. Mit dem Gemeindeedikt wurde Eichenreuth dem 1812 gebildeten Steuerdistrikt Gesees und der Ruralgemeinde Spänfleck zugewiesen. Mit dem Gemeindeedikt von 1818 erfolgte die Eingemeindung nach Gesees.

### Einwohnerentwicklung
| Jahr      | 001819 | 001822 | 001861 | 001871 | 001885 | 001900 | 001925 | 001950 | 001961 | 001970 | 001987 | 002022 |
| Einwohner | 23     | 30     | 29     | 25     | 26     | 28     | 21     | 20     | 15     | 20     | 19     | 39     |
| Häuser    |        | 3      |        |        | 3      | 4      | 3      | 3      | 3      |        | 5      |        |
| Quelle    | [ 9 ]  | [ 6 ]  | [ 10 ] | [ 11 ] | [ 12 ] | [ 13 ] | [ 14 ] | [ 15 ] | [ 16 ] | [ 17 ] | [ 18 ] | [ 1 ]  |

## Religion
Eichenreuth ist evangelisch-lutherisch geprägt und nach St. Marien (Gesees) gepfarrt.

## Verkehr
Der ÖPNV bedient Eichenreuth an einer Haltestelle der Buslinie 372 des VGN. Der nächstgelegene Bahnhof liegt in Creußen an der Bahnstrecke Schnabelwaid–Bayreuth.

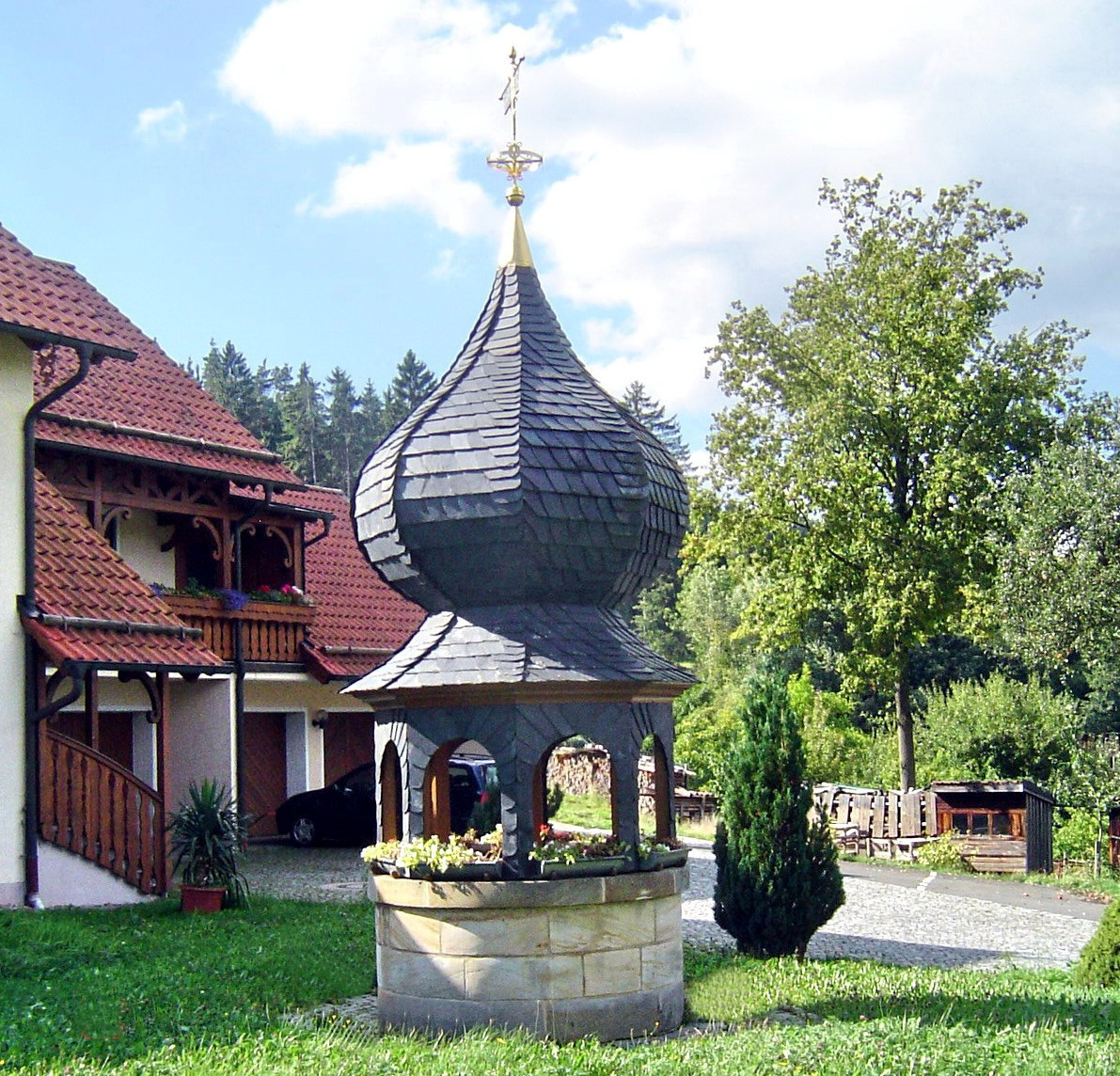
Gesees, Gemeindeteil Eichenreuth (26. September 2008)
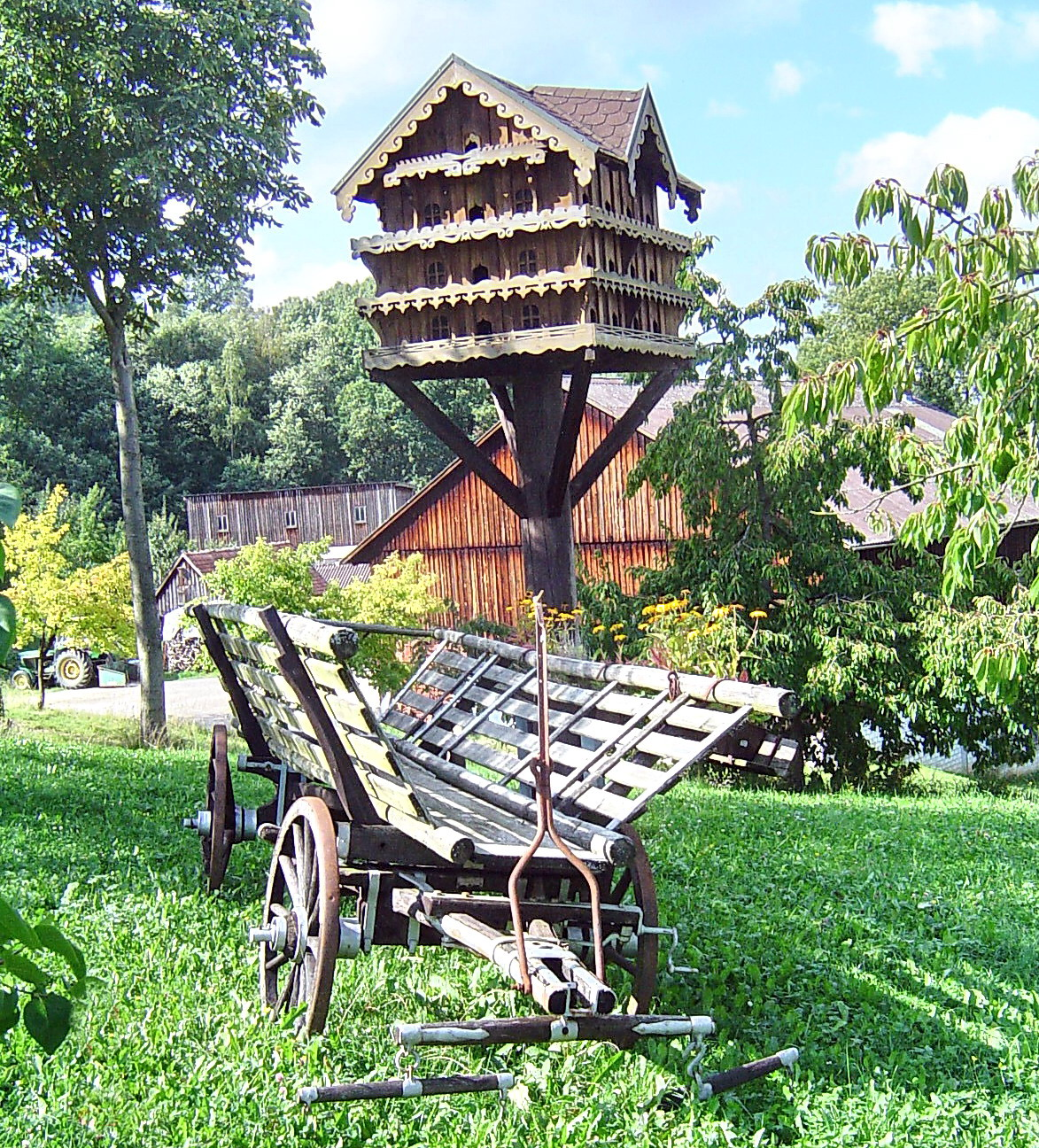
Gesees, Gemeindeteil Eichenreuth (26. September 2008)